# Kepler-705 b
Kepler-705 b è un pianeta extrasolare orbitante intorno alla stella nana rossa Kepler-705, distante circa 900 anni luce dalla Terra. 
Scoperto nel 2016 con il metodo del transito, grazie ai dati del telescopio spaziale Kepler, anche se non è noto con precisione il semiasse maggiore pare trovarsi nella zona abitabile della stella, una nana arancione avente una massa 0,53 volte quella del Sole e una temperatura superficiale di circa 3700 K, attorno alla quale ruota in 56 giorni. 
Considerando il raggio del pianeta, superiore al doppio di quello terrestre, e non conoscendo la sua composizione, non è chiaro se si tratta di una super Terra o di un nano gassoso (o mininettuno) privo di superficie solida. 
Il suo indice di similarità terrestre è 0,74 e la temperatura di equilibrio planetaria è stimata essere attorno ai 243 K, leggermente minore di quella terrestre, in virtù del fatto che il pianeta riceve solo l'83% della radiazione che riceve la Terra dal Sole.